# Скрипченков, Пётр Григорьевич
Пётр Григорьевич Скрипченков (14 февраля 1926, Москва — 2010, Москва) — советский спортсмен-пловец, трёхкратный экс-рекордсмен мира в эстафетном плавании, чемпион СССР, заслуженный тренер РСФСР.

## Биография
Родился 14 февраля 1926 года в селе Ивановка (впоследствии Енотаевский район Астраханской области). Родители: отец, Скрипченков Григорий Васильевич (1877—1968 гг.), мать, Скрипченкова Марфа Константиновна. В семье было семеро детей.
Пётр Скрипченков — участник Великой Отечественной войны, автоматчик полковой роты автоматчиков 8-й гвардейской армии.Он воевал на Белорусском фронте. Дошёл до Берлина. После окончания войны служил в ГДР, где начал заниматься плаванием.
Проживал в Москве, умер в 2010 году в возрасте 84 лет.

## Спортивные достижения
Выступал за плавательный клуб ЦСКА (ЦСК МО, Москва). Мастер спорта СССР.
Участник Летних Олимпийских игр 1952 в Хельсинки, плыл дистанцию 200 м брассом. Трёхкратный (1953—1954) мировой рекордсмен в комбинированной эстафете 4×100 м, плыл баттерфляем.
Одним из первых советских пловцов освоил стиль плавания «дельфин» (тренер Ваньков Андрей Александрович), установив рекорд СССР.
В 1949—1954 годах на чемпионатах СССР завоевал восемь медалей: две золотые в эстафете 4×100 м (комбинированная), пять серебряных и одну бронзовую.
В категории «Мастерс» выступал с 1989 года — чемпион мира 1990 года в Рио-де-Жанейро на дистанции 50 м баттерфляем, шестикратный чемпион СССР в 1989—1991 годах, победитель «Кубка СССР» в 1991 году, трёхкратный чемпион (1992, 2007) и трёхкратный рекордсменом России на индивидуальных дистанциях.
Первый чемпион мира среди российских ветеранов плавания. Выйдя в отставку, до 72 лет Пётр Григорьевич продолжал тренерскую работу.

## Награды
- Орден Отечественной войны II степени 6.11.1985),
- медаль «За отвагу»,
- медаль «За боевые заслуги»,
- медаль «За освобождение Варшавы»,
- медаль «За взятие Берлина»,
- медаль «За победу над Германией в Великой Отечественной войне 1941—1945 гг.»[6].